# Kindertraumatologie
Die Kindertraumatologie befasst sich mit den Verletzungen im Kindesalter und deren Folgen. Die Verletzungen im Kindesalter haben als Besonderheit, dass sie an einem wachsenden Organismus erfolgen. Das Wachstum erfolgt prinzipiell durch Längen- und Breitenwachstum der Knochen. Hierzu dienen die Wachstumsfugen, die sich an den meisten Knochen an deren beiden Enden befinden. Die übrigen Gewebe um das Skelett (Muskeln, Sehnen, Gefäße, Nerven, Bänder) werden durch das wachsende Knochenskelett während des Wachstums mit in die Länge gezogen. Es bestehen durch die Wachstumsfugen auch andere Kompensations- und Reparaturmechanismen als beim Erwachsenen.
Durch das Vorhandensein von Wachstumszonen im Knochen ergeben sich auch andere Verletzungstypen als beim Erwachsenen, s. Epiphysiolyse und Biegungsbrüche.
Entscheidende Unterschiede finden sich auch bei der Diagnostik, wo besonders beim Einsatz von Röntgenstrahlen besondere Vorsicht angezeigt ist, um Strahlenschäden an strahelensensiblen blutbildenden Organen und Zellen der Reproduktion zu vermeiden. So werden bei Kindern generell nur sehr eingeschränkt Verlaufskontrollen oder Abschlusskontrollen durchgeführt, Kontrollen der gesunden Gegenseite werden nicht durchgeführt. Die strahlenfreie Ultraschalldiagnostik hat die erhoffte Stellung als Röntgenersatz in der Diagnostik aber nicht einnehmen können. Auch bei der Kernspinuntersuchung sind Einschränkungen zu bedenken: Kleine Kinder müssen dazu meistens eine Vollnarkose bekommen, was die Entscheidung zu diesem Diagnostikverfahren durchaus beeinflusst.
Auch die Therapieformen bei Kindern und Jugendlichen mit offenen Wachstumsfugen unterscheiden sich z. T. sehr von Maßnahmen bei Erwachsenen. So können ein Großteil kindlicher Frakturen auch mit konservativen Verfahren (nicht-operativ) erfolgreich behandelt werden.
Die Kindertraumatologie wird in Deutschland von drei Fachgebieten durchgeführt: der Kinderchirurgie und der Unfallchirurgie und der Kinderorthopädie. Eine eigene Weiterbildungsordnung gibt es nicht. Die Grundlagen des Gebietes werden in der Weiterbildung Kinderchirurgie und Unfallchirurgie vermittelt. Weitergehende Spezialisierung erfolgt durch Tätigkeit und Fortbildung an einem entsprechenden Zentrum.